# Roland Schlinger
Roland Schlinger (ur. 17 września 1982 w Wiedniu) – austriacki piłkarz ręczny, reprezentant kraju, lewy rozgrywający. Obecnie występuje w Bundeslidze, w drużynie HBW Balingen-Weilstetten.